# Eje Vial Cono Sur
Se denomina Eje Vial Cono Sur, a un sistema de rutas y autopistas de América del Sur, que conforman un sistema transnacional y que enlazan las principales ciudades y vías de acceso del Mercosur. 
Comenzando en Brasil, el Eje Vial conecta la ciudad de Río de Janeiro con las ciudades de San Pablo y Curitiba. Desde allí una ruta costera conecta con la ciudad de Florianópolis, el puerto de São Francisco do Sul y Porto Alegre y una ruta occidental que va desde Curitiba hasta Porto Alegre. Desde Porto Alegre, la red llega a Río Grande, para finalmente arribar a la frontera con Uruguay en Río Branco. 
En Uruguay la red enlaza a las ciudades de Montevideo y Colonia del Sacramento. Se tiene previsto que la red vial conecte con Buenos Aires a través del proyectado puente Colonia-Buenos Aires, que tendrá su cabecera en Argentina en la localidad de Punta Lara. Desde allí la red conecta con la ciudad de Buenos Aires mediante la autopista Buenos Aires-La Plata. En Argentina la red posee un ramal que se dirige a la localidad de San Luis, pasando por las ciudades de Río Cuarto y concluyendo en Mendoza. En Mendoza, la red cruza la cordillera de los Andes por medio del túnel Cristo Redentor, y conecta con las ciudades de Santiago de Chile y Valparaíso en Chile. Está previsto la construcción de un nuevo túnel transcordillerano en la zona denominada Horcones, que al encontrarse a una menor elevación, permitirá el tránsito todo el año.